# Gran Premio de España de Motociclismo de 1952
El Gran Premio de España de Motociclismo de 1952 fue la octava y última prueba de la temporada 1952 del Campeonato Mundial de Motociclismo. El Gran Premio se disputó el 5 de octubre de 1952 en el Circuito de Montjuïch en Barcelona en una trazado que se redujo a dos kilómetros respecto al año anterior.

## Resultados 500cc
Fue bien la MV Agusta 500 4C que se había mejorado considerablemente siguiendo las instrucciones de Les Graham. Graham ganó su segundo Gran Premio consecutivo, pero no fue suficiente para quitar a Umberto Masetti (Gilera) del liderato. Graham terminó segundo en la clasificación final, a expensas de Reg Armstrong, que terminó quinto en la carrera. AJS había renunciado a competir y no envió ni un solo piloto a España.
| Pos.    | Piloto            | Equipo    | Tiempo/Retirado | Puntos |
| ------- | ----------------- | --------- | --------------- | ------ |
| 1       | Leslie Graham     | MV Agusta | 2h 06' 18" 28   | 8      |
| 2       | Umberto Masetti   | Gilera    | +26" 89         | 6      |
| 3       | Ken Kavanagh      | Norton    | +30" 24         | 4      |
| 4       | Nello Pagani      | Gilera    | +1' 00" 96      | 3      |
| 5       | Reg Armstrong     | Norton    | +1' 22" 69      | 2      |
| 6       | Syd Lawton        | Norton    | +1' 23" 04      | 1      |
| 7       | Siegfried Wünsche | DKW       | +1 Vuelta       |        |
| 8       | Fernando Aranda   | Gilera    | +1 Vuelta       |        |
| 9       | Ray Amm           | Norton    | +1 Vuelta       |        |
| 10      | John Grace        | Norton    | +1 Vuelta       |        |
| 11      | Rudi Knees        | Norton    | +3 Vueltas      |        |
| 12      | Humphrey Ranson   | Norton    | +3 Vueltas      |        |
| 13      | Ewald Kluge       | DKW       | +3 Vueltas      |        |
| 14      | Harry Lindsay     | Triumph   | +4 Vueltas      |        |
| 15      | Siegfried Vogel   | Norton    | +6 Vueltas      |        |
| 16      | Libero Liberati   | Gilera    | +14 Vueltas     |        |
| Ret     | Javier de Ortueta | Norton    | Ret             |        |
| Ret     | Carlo Bandirola   | MV Agusta | Ret             |        |
| Ret     | Bill Lomas        | MV Agusta | Ret             |        |
| Ret     | Georges Burgraff  | Norton    | Ret             |        |
| Ret     | Karl Rührschneck  | Norton    | Ret             |        |
| Ret     | Auguste Goffin    | Norton    | Ret             |        |
| Ret     | Karl Rührschneck  | Norton    | Ret             |        |
| Ret     | Jacques Collot    | Norton    | Ret             |        |
| Ret     | Alex Mayer        | Norton    | Ret             |        |
| Ret     | Bob Matthews      | Norton    | Ret             |        |
| Ret     | Giuseppe Colnago  | Gilera    | Ret             |        |
| Ret     | Hans Baltisberger | BMW       | Ret             |        |
| Ret     | Phil Heath        | Norton    | Ret             |        |
| Fuente: |                   |           |                 |        |

## Resultados 125cc
Al igual que Les Graham en 500cc, Emilio Mendogni ganó su segundo Gran Premio consecutivo con su Morini. Venció a Graham con la MV Agusta 125 Bialbero, que también fue muy rápido por primera vez en la temporada. Cecil Sandford, que ya era campeón del mundo, terminó tercero con su MV Agusta. Además de la gran delegación de los españoles de Montesa y Ramón Soley con el también español MV Alpha, fue destacada la participación holandesa con cuatro máquinas de Eysink.
| Pos. | Piloto                  | Moto        | Tiempo/Retirado | Puntos |
| ---- | ----------------------- | ----------- | --------------- | ------ |
| 1    | Emilio Mendogni         | Moto Morini | 1h 05' 12" 34   | 8      |
| 2    | Leslie Graham           | MV Agusta   | +17" 51         | 6      |
| 3    | Cecil Sandford          | MV Agusta   | +2' 00" 18      | 4      |
| 4    | Romolo Ferri            | Moto Morini | +2' 46" 01      | 3      |
| 5    | Hermann Paul Müller     | FB Mondial  | +1 Vuelta       | 2      |
| 6    | Luigi Zinzani           | Moto Morini | +1 Vuelta       | 1      |
| 7    | Dirk Renooy             | Eysink      | +2 Vueltas      |        |
| 8    | José María Llobet       | Montesa     | +2 Vueltas      |        |
| 9    | Ewald Kluge             | DKW         | +3 Vueltas      |        |
| 10   | Antonius H. van Zutphen | Eysink      | +3 Vueltas      |        |
| 11   | Ramón Soley             | MV Alpha    | +4 Vueltas      |        |
| 12   | Mobi Vierdag            | Eysink      | +4 Vueltas      |        |
| 13   | Paul Feurstein          | Puch        | +4 Vueltas      |        |
| Ret  | Juan Soler Bultó        | Montesa     | Ret             |        |
| Ret  | Arturo Elizalde         | Montesa     | Ret             |        |
| Ret  | Angelo Copeta           | MV Agusta   | Ret             |        |
| Ret  | Guido Sala              | MV Agusta   | Ret             |        |
| Ret  | Bill Lomas              | MV Agusta   | Ret             |        |
| Ret  | Gysbertus Lagervey      | Eysink      | Ret             |        |
| Ret  | Bill Petch              | EMC         | Ret             |        |
| Ret  | Tony Heinemann          | Eysink      | Ret             |        |
| Ret  | Alfredo Flores          | Lube        | Ret             |        |
| Ret  | Gabriel Corsin          | Lube        | Ret             |        |
| Ret  | Alex Mayer              | FB Mondial  | Ret             |        |
| Ret  | Carlo Ubbiali           | FB Mondial  | Ret             |        |
| Ret  | Juan Bertrand           | Montesa     | Ret             |        |
| Ret  | Georges Burgraff        | MV Agusta   | Ret             |        |